# Selling England by the Pound
Albums de Genesis
Genesis Live
(1973) The Lamb Lies Down on Broadway
(1974)
Singles
1. I Know What I Like (In Your Wardrobe)
Sortie : février 1974

Selling England by the Pound est le cinquième album studio du groupe de rock progressif Genesis. Il est sorti le 5 octobre 1973 sur le label Charisma et a été produit par le groupe et John Burns.
Cet album suit Foxtrot (1972) et Genesis Live (1973) et est le sommet commercial de Genesis avec Peter Gabriel (il atteint la 3e position dans les charts anglais, et en France l'album est disque d'or avec 100 000 exemplaires vendus). Il est considéré par beaucoup de fans comme l’un des meilleurs albums du groupe.
C'est sur cet album que Tony Banks introduit un synthétiseur, un ARP Pro-Soloist, en particulier sur la pièce The Cinema Show.
L’album aborde les thèmes de l’Angleterre médiévale mais aussi de l’Angleterre actuelle. Des chansons parlant de la mythologie ancestrale de l’Angleterre (Dancing with the Moonlit Knight) coexistent avec d'autres évoquant le présent (I Know What I Like (In Your Wardrobe)).

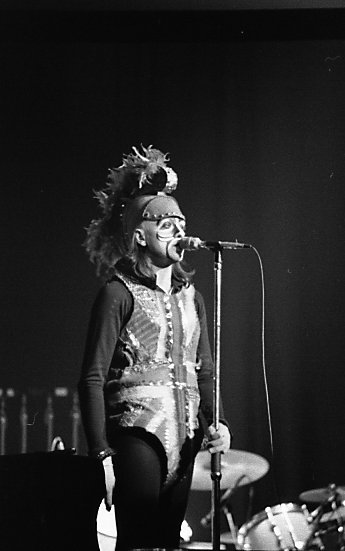
Peter Gabriel lors de l'interprétation de Dancing with the Moonlit Knight à Toronto en 1974.

Cet album contient certaines pièces qui entreront dans la légende de Genesis, notamment Firth of Fifth et The Cinema Show, deux pièces au contenu vocal assez court entourant une œuvre musicale complexe avec des changements de mesure, de tempo, et des arrangements très techniques.
Sur cet album la chanson I Know What I Like (In Your Wardrobe) sera le premier single de Genesis à atteindre la 17e place dans les charts anglais en avril 1974.
L'illustration de couverture de l'album, qui est un tableau de Betty Swanwick intitulé Le rêve (The Dream) et où l'on voit un personnage allongé sur un banc à côté d'une tondeuse à gazon (à gauche), fait d'ailleurs référence aux mots « I'm just a lawn mower » dans cette même chanson.

## Caractéristiques artistiques

### Musique

#### Dancing with the Moonlit Knight
Première chanson de l'album, elle est développée à partir de plusieurs morceaux de piano composées par le leader Peter Gabriel, qui ont ensuite été combinées avec la guitare de Steve Hackett pour composer la chanson. Elle devait à l'origine s'intituler Disney.
La chanson est une des premières à utiliser du tapping, par le biais du guitariste Steve Hackett. La fin de la chanson, qui contient un certain nombre de figures de guitare à douze cordes, était à l'origine censé faire la transition avec The Cinema Show, autre titre de l'album, pour faire une chanson d'environ 20 minutes. Cette idée a été abandonnée, car elle ressemblait trop à la chanson de 23 minutes Supper's Ready de Foxtrot, le précédent album du groupe.
Le thème de la chanson porte sur la mythologie ancestrale de l’Angleterre, la presse musicale jugeant que Genesis faisait trop d'efforts pour attirer le public américain.

#### I Know What I Like (In Your Wardrobe)
Peter Gabriel s'inspire d'une peinture de Betty Swanwick, afin d'écrire les paroles. Steve Hackett est un des principaux compositeurs de la chanson qui s'est développée à partir d'un de ses riffs et qu'il jouait lors d'un jam improvisé avec Phil Collins.

#### Firth of Fifth
La chanson débute sur une introduction au piano de Tony Banks, directement inspiré des structures classiques les plus complexes sur le plan technique et harmonique. Le claviériste Tony Banks n’interpréta cette introduction que dans les premières années, craignant plus que tout de s’emmêler les doigts, ce qui lui était déjà arrivé en concert[réf. souhaitée]. Puis le tempo ralentit avec l'arrivée des paroles et de la batterie, auxquelles s'ajoute une progression harmonique entre l'orgue et la guitare. Suit une mélodie à la flûte, suivie d'un instrumental au synthétiseur qui reprend le thème d'introduction. Steve Hackett reprend la mélodie de la flûte dans un solo de guitare sur des nappes d'orgue et de mellotron avant le dernier couplet et la conclusion au piano avec un fondu de fermeture.

#### More Fool Me
Comme le reste des titres de l'album, More Fool Me est enregistré en août 1973 aux studios Island, à Londres. Le producteur de Genesis à cette époque, John Burns, propose d'ajouter ce morceau pour offrir un contraste bienvenu avec le reste de l'album, plus dramatique, et ainsi offrir aux auditeurs une pause émotionnelle au milieu du disque.
Les arrangements sont plus simples que le dans reste de l'album, se composant uniquement de guitares acoustiques et de voix, élément assez inhabituel pour les chansons du groupe. La chanson ne contient pas de clavier, ainsi, elle est l'un des rares titres de Genesis sans Tony Banks. Il s'agit de la deuxième et dernière chanson chantée par Phil Collins après For Absent Friends, parue sur l'album Nursery Cryme. Les paroles racontent l'histoire d'un homme dont l'amoureuse s'éloigne de lui, et de l'effet de cette séparation sur lui. La chanson a été écrite par Phil Collins et Mike Rutherford alors qu'ils se trouvaient aux Studios Island. Elle est devenue la seule chanson chantée par Phil Collins pendant la tournée pour Selling England by the Pound, donnant à Gabriel un moment de répit dans les concerts et à Collins ses premières expériences avec le public.

#### The Battle of Epping Forest

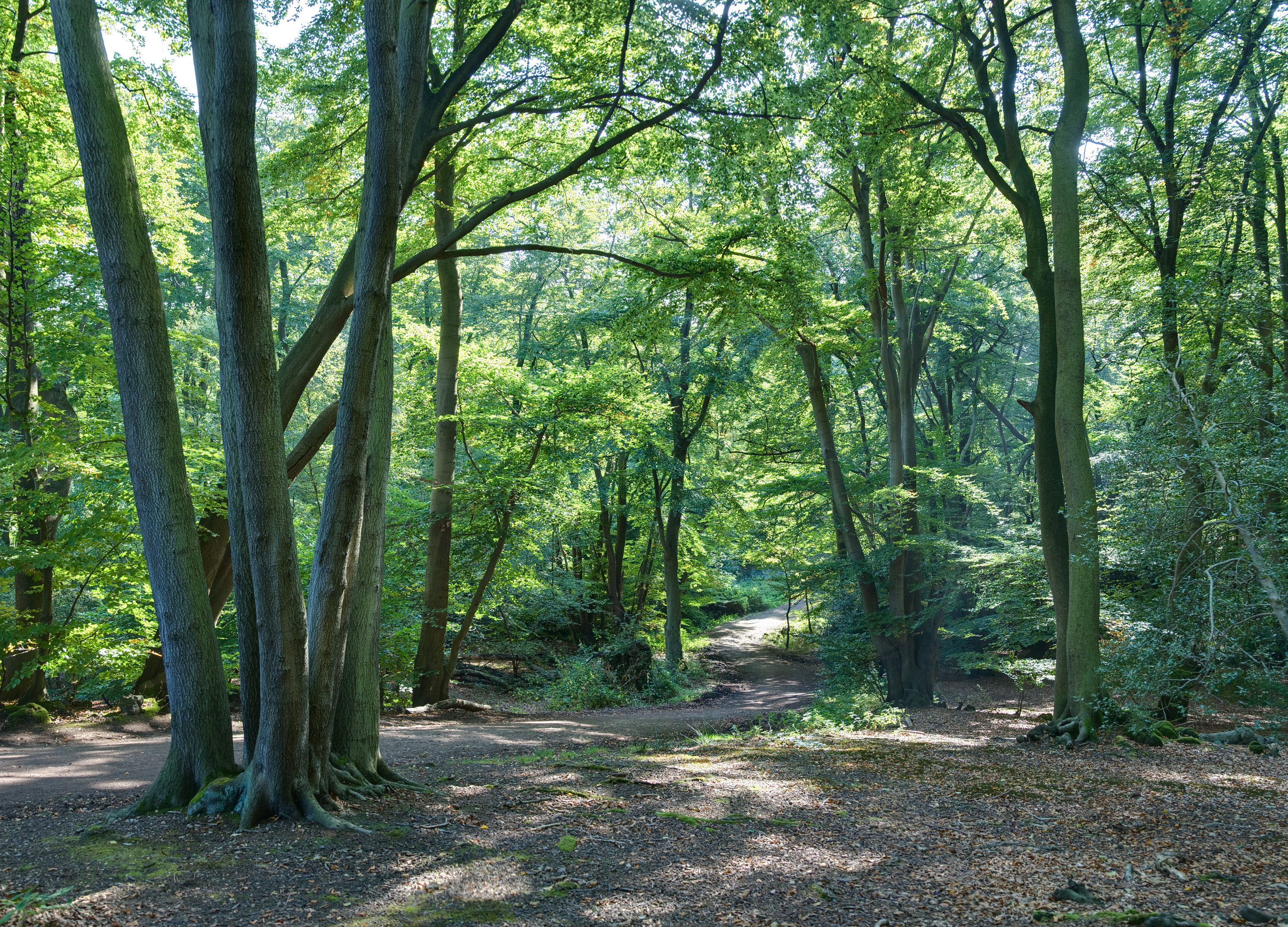
Epping Forest, dans l'Essex, lieu de l'action de la chanson.

Cette longue pièce musicale complexe et narrative, qui s'étend sur plus de onze minutes, est le fruit de la collaboration de tous les membres du groupe qui ont apporté leur contribution à l'écriture des paroles et à la création des différentes parties musicales. Tony Banks est le compositeur principal de la chanson, aidé par Mike Rutherford. La chanson débute avec une marche militaire, avec la flûte traversière de Peter Gabriel et la batterie de Phil Collins. La chanson est caractérisée par les changements de voix de Peter Gabriel pour les différents personnages, et le changement régulier de tempo.
Les paroles, écrites par Peter Gabriel, racontent dans un esprit épique et satirique l'affrontement armé entre deux gangs de l'East End, dans Epping Forest, qui se disputent les territoires sous leur contrôle. L'idée de la chanson est d'ailleurs tirée d'un reportage dans l'un des journaux locaux. Cependant, l'histoire de Peter Gabriel n'est que vaguement basé sur cet incident,. Au fil de la chanson, de plus en plus de personnages sont entraînées dans le combat, comme un prêtre, des comptable et d'autres gangsters. La bataille se termine par la destruction complète de ses participants, un match nul, et il est décidé de révéler le vainqueur à l'aide d'un tirage au sort,. Le texte de la chanson regorge d'expressions familières et du langage des voleurs. Le thème de la chanson fait donc contraste avec le reste de l'album, en abordant un problème très actuel à l'époque.
La chanson est interprétée en concert pendant la tournée de l'album. Peter Gabriel a l'habitude de se mouvoir sur scène en racontant l'histoire attaché à un harnais, lui permettant de voler. La chanson est écartée par la suite pour des questions de sécurité, alors que d'autres chansons de l'album comme I Know What I Like (In Your Wardrobe), Firth Of Fifth et The Cinema Show ont continué à être interprétée en concert pendant des années.

#### After the Ordeal
After the Ordeal se présente comme une coupure instrumentale de 4 minutes, composée par Steve Hackett, qui a du insister pour que le titre figure dans l'album.

#### The Cinema Show
Le texte de la chanson fait référence à l'histoire de Roméo et Juliette de Shakespeare dans un contexte plus moderne. Les textes, écrits par Banks et Rutherford, s'inspirent également beaucoup du poème The Waste Land de T. S. Eliot,.
The Cinema Show est divisé en deux sections. La première section est une pièce à base de guitare 12 cordes, avec des harmonies vocales entre Peter Gabriel et Phil Collins, ainsi qu'un court solo joué au hautbois puis à la flûte traversière par Peter, sur une mesure traditionnelle à quatre temps. La chanson culmine avec un solo de synthétiseur de Tony Banks de quatre minutes et demie joué sur un ARP Pro Soloist, avec des accords à la main gauche joués à l'orgue Hammond et au mellotron, accompagnés par Steve Hackett et Mike Rutherford à la guitare et Phil Collins à la batterie jouant un rythme dans une signature de temps 7/8.

#### Aisle of Plenty
Musique la plus courte de l'album, elle fait la transition avec The Cinema Show.

## Liste des titres
| 1. | Dancing with the Moonlit Knight       | 8:04 |
| 2. | I Know What I Like (In Your Wardrobe) | 4:08 |
| 3. | Firth of Fifth                        | 9:37 |
| 4. | More Fool Me                          | 3:10 |

| 5. | The Battle of Epping Forest                           | 11:46 |
| 6. | After the Ordeal (instrumental)                       | 4:16  |
| 7. | The Cinema Show (instrumental dans la seconde moitié) | 11:06 |
| 8. | Aisle of Plenty (titre enchaîné avec le précédent)    | 1:32  |

## Musiciens
- Peter Gabriel - chant, flûte traversière, hautbois, tambourin
- Steve Hackett -  guitare électrique, guitare classique, guitare 12 cordes
- Tony Banks - piano, orgue Hammond, piano électrique Hohner, synthétiseur ARP Pro Soloist, mellotron, guitare 12 cordes
- Mike Rutherford - basse, guitare 12 cordes, sitar électrique sur I know what I like,
- Phil Collins - batterie, percussions, chœurs, chant sur More Fool Me

## Équipe technique
- John Burns, Genesis - production
- Rhett Davies - ingénieur du son
- Betty Swanwick - illustration

## Classements
Album
| Pays        | Chart           | durée du classement | Meilleure position | Réf    |
| ----------- | --------------- | ------------------- | ------------------ | ------ |
| États-Unis  | Billboard 200   | 29 semaines         | 70e                | [ 23 ] |
| Italie      | FIMI            | -                   | 4e                 | [ 24 ] |
| Royaume-Uni | UK Albums Chart | 21 semaines         | 3e                 | [ 25 ] |

Single
| Année | Single                                | Chart            | Durée du classement | Position |
| ----- | ------------------------------------- | ---------------- | ------------------- | -------- |
| 1974  | I Know What I Like (In Your Wardrobe) | UK Singles Chart | 7 semaines          | 21e      |

## Certifications
| Pays        | Certification | Ventes    | Date       |
| ----------- | ------------- | --------- | ---------- |
| États-Unis  | Or            | 500 000   | 20/04/1990 |
| Canada      | Platine       | 100 000 + | 01/06/1978 |
| France      | Or            | 100 000 + | 1977       |
| Italie      | Or            | 100 000 + | 2019       |
| Royaume-Uni | Or            | 100 000 + | 22/07/2013 |